# Antonio Cánovas del Castillo de Rey
Antonio Cánovas del Castillo de Rey, alias Antonio Castillo, est un couturier et un costumier espagnol, né le 13 décembre 1908 à Madrid (Espagne) et mort le 13 mai 1984 à Madrid (Espagne).

## Biographie
Antonio Cánovas del Castillo de Rey fait ses études au Colegio del Pilar à Madrid, puis à l'université.
En 1936, il fuit l'Espagne et arrive à Paris,. Il commence sa carrière en dessinant des foulards et des accessoires pour Chanel et Schiaparelli. En 1941, il devient l'assistant du couturier Robert Piguet, puis en 1942 il entre chez Jeanne Paquin,.
À cette époque, il travaille pour Jean Cocteau pour La Belle et la Bête, ou dessine la robe de mariée d'Élisabeth, la fille du général de Gaulle, lorsqu'elle épouse Alain de Boissieu.
Plus tard il part aux États-Unis travailler pour Elizabeth Arden à New York, il collabore également à cette époque avec le Metropolitan Opera et plusieurs théâtres de Broadway. Puis de 1950 à 1963, il est directeur de la création chez Lanvin (la marque devient même Lanvin - Castillo). Après avoir quitté Lanvin, il crée sa propre maison de couture qui fermera en 1969,,.

## Théâtre
- 1958 : Goldilocks
- 1958 : The Visit
- 1950 : The Tower Beyond Tragedy
- 1950 : Ring Round the Moon
- 1949 : Medea
- 1949 : My Name Is Aquilon
- 1948 : Bravo!
- 1948 : Inside U.S.A.
- 1948 : The Play's the Thing
- 1947 : Medea
- 1946 : Present Laughter

## Filmographie
- 1946 : La Belle et la Bête de Jean Cocteau
- 1964 : La Rolls-Royce jaune (The Yellow Rolls-Royce) d'Anthony Asquith
- 1971 : Nicolas et Alexandra (Nicholas and Alexandra) de Franklin J. Schaffner

## Distinctions

### Récompenses
- Oscars 1972 : Oscar de la meilleure création de costumes pour Nicolas et Alexandra

### Nominations
- Tony Awards 1959 : Tony Award des meilleurs costumes pour Goldilocks
- BAFA 1972 : BAFA des meilleurs costumes pour Nicolas et Alexandra